# ليبرتي (ألبوم)
ليبرتي هو ألبوم إستوديو للفنان الشاب خالد صدر في 2009.

## الأغاني
1. «هي أنسادو (مقدمة)» - 1:23
2. «هي أنسادو» - 4:49
3. «رايكم (مقدمة)» - 1:20
4. «رايكم» - 4:50
5. «يا بويا كيراني» - 6:23
6. «غناوي» - 5:39
7. «زابانا» - 8:19
8. «ليبرتي (مقدمة)» - 2:41
9. «ليبرتي» - 4:33
10. «غدني صغري»
11. «سيدي ربي» - 5:35
12. «يامينا (مقدمة)» - 2:27
13. «يامينا» - 4:20
14. «بابا» - 5:24
15. «مغبون» -
16. «ميمون (مقدمة)» - 1:12
17. «ميمون» - 4:54